# Одиссей, поражённый шипом
«Одиссей, поражённый шипом» (др.-греч. Ὀδυσσεὺς ἀκανθοπλήξ) — трагедия древнегреческого драматурга V века до н. э. Софокла на тему мифов об Одиссее. Её текст практически полностью утрачен.
Пьеса рассказывала о гибели Одиссея от руки сына, Телегона: последний высадился на Итаке, приняв её за другой остров, Одиссей выступил на защиту своего царства и был смертельно ранен копьём с шипом ската вместо наконечника. Аристотель в «Поэтике» описывает сцену, в которой отец и сын узнают друг друга; предположительно это была финальная сцена трагедии. Уцелели восемь коротких фрагментов текста. В одном из них упоминается полученное Одиссеем пророчество о гибели от руки сына, в другом речь идёт о Полифеме, причём неясно, в каком контексте мог упоминаться этот персонаж.
Исследователи констатируют, что схватка отца и сына, не узнавших друг друга, — распространённый мотив, фигурирующий в древнейших пластах культуры многих народов. В данном случае его древность подчёркивается архаичностью оружия Телегона.
Существует гипотеза, отождествляющая «Одиссея, поражённого шипом» с ещё одной трагедией Софокла — «Омовение», текст которой тоже утрачен (за исключением одной строки).